# The Dalton Brothers
|  | Sammenskrivningsforslag Artiklen The Dalton Brothers er foreslået føjet ind i U2. (Siden januar 2024) Diskutér forslaget |

The Dalton Brothers var et kortvarigt fiktive parodi country band, skabt og udført af U2, som deres åbnings band på tre koncerter; ( 1. november, 1987 – Indianapolis, 8. november, 1987 – Los Angeles og 12. december 1987 – Hampton) af ders Joshua Tree Tour – "fiktive" kun i, at de ikke eksisterer adskilt fra U2. På grundlag af disse tilfælde, viste bandets medlemmer sig på scenen iført parykker, cowboy hatte og landlige støvler, at indføre sig med "Dalton" pseudonymer, meget i stil med Lucky Luke Dalton: Alton Dalton (Bono), Luke Dalton (The Edge), Betty Dalton (Adam Clayton) og Duke Dalton (Larry Mullen, Jr.).